# ألبرتو فيفا
ألبرتو فيفا، حكم كرة قدم برتغالي دولي سابق.
و قد حكم في كأس الخليج 1994، وقد أدار مباراة منتخب البحرين لكرة القدم ومنتخب عمان لكرة القدم في 6 نوفمبر 1994، وقد أدار مباراة منتخب السعودية لكرة القدم ومنتخب الكويت لكرة القدم في 16 نوفمبر 1994.